# Bot (informatica)
Il bot (abbreviazione di robot) in terminologia informatica è un programma che accede alla rete attraverso lo stesso tipo di canali utilizzati dagli utenti per svolgere attività di raccolta dati o manipolazione delle piattaforme in rete in maniera autonoma (per esempio che accede alle pagine Web, invia messaggi in una chat, si muove nei videogiochi, e così via). Programmi di questo tipo sono diffusi in relazione a molti diversi servizi in rete, con scopi vari, ma in genere legati all'automazione di compiti che sarebbero troppo gravosi o complessi per gli utenti.
A pari passo con lo sviluppo inaspettato dell'intelligenza artificiale si hanno sempre maggiori difficoltà nel distinguere un bot da una persona vera all'interno delle reti sociali, perciò negli ultimi anni alcuni utenti trasmettono l'idea complottista dell'Internet morto, per cui la maggior parte dei contenuti utenti presenti in rete sarebbe già prodotta da bot.

## Esempi
Di seguito alcuni comuni esempi di impiego dei bot, tenendo presente che continuamente ne vengono realizzati per diverse altre situazioni (spesso non sono neppure presentati come tali).

### World Wide Web
Il tipo più diffuso di bot programmato per navigare sul World Wide Web è quello dei web crawler, detti anche spider ("ragno"). Questi programmi attraversano le pagine Web "seguendo" i link ipertestuali che trovano nel testo per passare dall'una all'altra, e nel frattempo raccolgono informazioni sui contenuti delle pagine allo scopo di indicizzarle opportunamente nel database principale del motore di ricerca.

### Internet Relay Chat
Sui canali IRC i bot svolgono svariati compiti; dallo spamming rivolto automaticamente a tutti gli utenti che entrano in chat, all'offerta di servizi di file sharing integrati nel sistema di chat, fino ad arrivare a svolgere il ruolo di "maggiordomi" delle stanze virtuali più sofisticate.

### Videogiochi
Nei videogiochi, soprattutto di genere sparatutto in prima persona, i bot sono personaggi controllati dal computer e che partecipano all'azione al posto di giocatori umani. 
L'utilizzo più comune è come avversari virtuali con cui allenarsi e fare pratica in assenza di avversari umani.
I bot vengono talvolta utilizzati anche per controllare, del tutto o in parte, il personaggio del giocatore stesso.
Alcuni giochi (ad esempio TimeSplitters e Half-Life 2) integrano un aimbot per chi soffre di handicap che fornisce un certo grado di aiuto nel prendere la mira.
Un bot non previsto dal gioco ma installato a parte può essere usato dal giocatore per imbrogliare; ad esempio nei giochi online multiplayer i bot possono essere sfruttati per giocare al posto della persona quando non è al computer, accumulando punti esperienza e dando un vantaggio sui giocatori normali.

### Progetti wiki
Su progetti di tipo wiki, i bot svolgono soprattutto (ma non solo) compiti di riordino automatico delle pagine, come compilazione dei collegamenti, correzione di reindirizzamenti, creazione di pagine speciali di sintesi, e così via.

### Telegram
Sul servizio di messaggistica Telegram, sempre più diffuso, vengono fuori ogni giorno nuovi BOT, i cui elenchi sono facilmente disponibili in rete.

### Social bot malevoli
Sono bot programmati per distribuire messaggi di propaganda politica o virus attraverso i social media. Il loro prodotto seriale è definito spamouflage.